# Naguabo
Naguabo é um município de Porto Rico, situado na região leste da ilha. Tem 135 km² de área e sua população em 2010 foi estimada em 26.720 habitantes. Limita com os municípios de Río Grande, Ceiba, Humacao, Vieques, Las Piedras, e com o Mar do Caribe.